# Rajd Alpejski 1962
Rajd Alpejski 1962 (23. Coupe des Alpes) – 23. edycja rajdu samochodowego Rajd Alpejski rozgrywanego we Francji od 7 do 12 czerwca 1962 roku. Była to czwarta  runda Rajdowych Mistrzostw Europy w roku 1962.

## Wyniki końcowe rajdu
| Miejsce                      | Kierowca                     | Pilot                        | Samochód                     | Czas                         | Strata                       |                              |
| Klasyfikacja generalna i ERC | Klasyfikacja generalna i ERC | Klasyfikacja generalna i ERC | Klasyfikacja generalna i ERC | Klasyfikacja generalna i ERC | Klasyfikacja generalna i ERC | Klasyfikacja generalna i ERC |
| ---------------------------- | ---------------------------- | ---------------------------- | ---------------------------- | ---------------------------- | ---------------------------- | ---------------------------- |
| 1.                           | Donald Jude Morley           | Godfrey Erle Morley          | Austin-Healey 3000           |                              | –                            |                              |
| 2.                           | Hans-Joachim Walter          | Kurt Schöttler               | Porsche 356 B                |                              |                              |                              |
| 3.                           | Pat Moss-Carlsson            | Pauline Mayman               | Austin-Healey 3000           |                              |                              |                              |
| 4.                           | Michael Sutcliffe            | Roy Fidler                   | Triumph TR4                  |                              |                              |                              |
| 5.                           | René Trautmann               | Patrick Chopin               | Citroën DS 19                |                              |                              |                              |
| 6.                           | Jean Vinatier                | Patrick Charon               | Ford Zodiac                  |                              |                              |                              |
| 7.                           | Guy Verrier                  | Jacques Badoche              | Citroën DS 19                |                              |                              |                              |
| 8.                           | David Seigle-Morris          | Tony Ambrose                 | Austin-Healey 3000           |                              |                              |                              |
| 9.                           | Jean-Jacques Thuner          | John Gretener                | Triumph TR4                  |                              |                              |                              |
| 10.                          | Jean Cazon                   | Michel Billard               | BMW 700                      |                              |                              |                              |